# Ernest Nagel
Ernest Nagel (16. listopadu 1901 Nové Mesto nad Váhom – 22. září 1985 New York) byl americký filosof, logik a teoretik vědy. Profesor Columbijské univerzity, představitel novopozitivisticky orientované, resp. analytické filosofie vědy.

## Publikace
- Seznam děl v Souborném katalogu ČR, jejichž autorem nebo tématem je Ernest Nagel
- On the Logic of Measurement, 1930
- (spolu s M. R. Cohenem) An Introduction to Logic and Scientific Method, 1934
- Principles of the Theory of Probability, 1939
- The Formation of Modern Conceptions of Formal Logic in the Development of Geometry, 1939
- Sovereign Reason and Other Studies in the Philosophy of Science, 1954
- Logic without Metaphysics and Other Essays in the Philosophy of Science, 1956
- (ve spolupráci s J. R. Newmanem) Godel's Proof, 1958
- The Structure of Science: Problems in the Logic of Scientific Explanation, 1961
- (ve spolupráci s R. B. Brandtem) Meaning and Knowledge. Systematic Readings in Epistemology, 1965
- (ve spolupráci s S. Brombergerem a A. Grenbaumem) Observation and Theory in Science, 1971
- Teleology Revisited and Other Essays in the Philosophy and History of Science, 1979